# Dayton Art Institute
Le Dayton Art Institute est un musée d'art américain situé à Dayton, dans l'Ohio. Il a été fondé en 1919.

## Œuvres
- High Noon d'Edward Hopper.
- Dulce Beatriz [1].